# Jean-Pierre Delville
Jean-Pierre Delville, né à Liège en Belgique le 29 avril 1951, est prêtre catholique belge, historien, théologien et professeur à l'UCLouvain. En 2013, il devient le 92e évêque du diocèse de Liège.

## Biographie

### Formation
Fils d'un père architecte et d'une mère comptable, Jean-Pierre Delville est né à Liège dans une famille de quatre enfants. Il passe sa jeunesse dans le village d'Awans où il fait ses études primaires et poursuit sa scolarité à Liège, au collège Saint-Servais de Liège. Avant d'entrer au séminaire, il obtient une licence en histoire à l'Université de Liège et suit une formation musicale au Conservatoire de Liège où il obtient le prix d'orgue.
Il entre au séminaire Léon-XIII à Louvain en 1973, où il obtient son baccalauréat en philosophie à l’UCLouvain. Envoyé à Rome, il fait ses études de théologie à l’Université pontificale grégorienne. Il est ordonné diacre à Rome, en 1978. Deux années à l’Institut biblique pontifical terminent son parcours romain : il en sort licencié en sciences bibliques.
Il rédige une thèse de théologie biblique qu’il défend avec succès en 1996 à l’UCLouvain, sous le titre Lectures et interprétations de la parabole des ouvriers à la vigne (Mt 20:1-16) au seizième siècle et devient docteur en philosophie et lettres.

### Parcours ecclésiastique
Il est ordonné diacre en 1978 à l’église Sant’Egidio à Rome et ordonné prêtre le 6 septembre 1980 à l’église Sainte-Foy de Liège. Il exerce diverses fonctions pastorales dans les paroisses liégeoises de Sainte-Foy, Saint-Martin, Saint-Jacques et Saint-Barthélemy. Il est l'assistant spirituel de la section liégeoise de la Communauté de Sant'Egidio, développée à Liège à partir de 1990, et en est l'aumônier pour la Belgique francophone. À partir de 1999, il est membre de la commission épiscopale belge pour l'évangélisation.
Chargé de cours à l'UCLouvain à partir de 1996, puis professeur d’histoire du christianisme en 2002 et professeur ordinaire en 2010, il exerce parallèlement la fonction de porte-parole de la conférence épiscopale belge de 1996 à 2002. En 2008, il prend la présidence des Archives du monde catholique qu'il dirige jusqu'en 2013 et, 2010, accède à la présidence de l’Institut de recherche Religions, Spiritualités, Cultures, Sociétés (RSCS) qu'il dirige jusqu'en 2012. 

#### Évêque de Liège
Le 31 mai 2013, le Saint-Siège annonce sa nomination en tant que 92e évêque de Liège. Le 14 juillet 2013, dans la cathédrale Saint-Paul de Liège, il reçoit la consécration épiscopale des mains de André-Joseph Léonard, archevêque de Malines-Bruxelles, assisté de Aloys Jousten (son prédécesseur à Liège), Johan Bonny, évêque d'Anvers et de nombreux autres évêques - dont le cardinal Godfried Danneels, le nonce apostolique (en) Giacinto Berloco et Vincenzo Paglia et - en présence de dignitaires des différentes confessions chrétiennes, de représentants des religions juive, musulmane et bouddhiste et du fondateur de la communauté Sant'Egidio, Andrea Riccardi. Il place son épiscopat sous la protection des saints Martin de Tours, Lambert de Maastricht, François d'Assise et Damien de Veuster.
Sa devise épiscopale est la citation du psaume 46, v.5 telle qu'elle figure sur les fonts baptismaux de Saint-Barthélemy : « Le fleuve, ses bras réjouissent la ville de Dieu ».

## Publications
- Jean-Louis Kupper et Marylène Laffineur-Crépin (dir.), Notger et Liège : l'an mil au cœur de l'Europe, Liège, Éditions du Perron, 2008, 127 p. (ISBN 2871142262 et 978-2871142263, présentation en ligne).
- Jean-Pierre Delville, L'Europe de l'exégèse au XVIe siècle : Interprétations de la parabole des ouvriers à la vigne, Matthieu 20, 1-16, Leuven University Press, 2004 (ISBN 978-90-429-1441-4).